# 细嘴雀鹀
，是雀形目唐纳雀科的一种鸟类，属于单型的细嘴雀鹀属（学名：Xenospingus）。
细嘴雀鹀体重约21克，翼长约69.8毫米，喙宽度约3.4毫米，喙厚度约4.1毫米，嘴峰长约15.2毫米，跗蹠长约23.3毫米，尾长约73.4毫米。
细嘴雀鹀具有部分的迁徙性，栖息在灌木林，它们是食肉动物，主要以昆虫、蜘蛛等陆生无脊椎动物为食。它们分布在秘鲁西部的沿海地区至智利北部的安第斯山脉山区。